# Wojciech Kowalski (tenisista)
Wojciech Kowalski (ur. 10 października 1967 w Inowrocławiu) – polski tenisista, wielokrotny mistrz Polski, reprezentant w Pucharze Davisa, olimpijczyk z Seulu (1988).

## Życie prywatne
Syn Zygmunta i Teresy z domu Wiśniewskich. Absolwent I Liceum Ogólnokształcącego im. Jana Kasprowicza w Inowrocławiu. Podjął studia na Akademii Wychowania Fizycznego w Warszawie, które przerwał.

## Kariera tenisowa
Treningi tenisowe w Goplanii Inowrocław rozpoczął jako 7–latek w 1974, a jego trenerem był Jerzy Gumuła. W wieku 17 lat zdobył pierwszy tytuł mistrza Polski w grze pojedynczej (1984). W mistrzostwach kraju pozostawał niepokonany do 1989, zdobył także trzy tytuły mistrzowskie w deblu (1986, 1987, 1989).
Praworęczny, dysponujący ofensywnym forhendem i serwisem Kowalski był typowany na następcę Wojciecha Fibaka, ale nie spełnił pokładanych w nim nadziei. Odbył staż w akademii tenisowej Bolletieriego na Florydzie. Kilkakrotnie przechodził rundy w imprezach zawodowych, mając na koncie zwycięstwa m.in. nad Australijczykiem Markiem Woodforde i Szwedem Nicklasem Kultim. Startował również w turniejach wielkoszlemowych. W 1995 przeszedł eliminacje we French Open i odpadł w 1 rundzie z reprezentantem gospodarzy Guy Forgetem w pięciu setach. Najwyżej był klasyfikowany w 1988 – w rankingu gry pojedynczej zajmował 108. miejsce, w rankingu debla 125. miejsce.
W latach 1984–1993 występował w reprezentacji Polski w Pucharze Davisa. Debiutował w meczu z Grecją jako deblowy partner Fibaka. Wygrał łącznie 23 mecze, przegrał 15. W ramach tych rozgrywek pokonał m.in. znanego Brytyjczyka Jeremy’ego Batesa. Kowalski był również pierwszym polskim olimpijczykiem w tenisie, ale udział w Seulu (1988) zakończył w 1 rundzie, pokonany przez starszego o prawie dziesięć lat Nigeryjczyka Tony’ego Mmoha.